# Gumista (vesnice)
Gumista (abchazsky Гәымсҭа, gruzínsky გუმისთა – Gumista) je vesnice v Abcházii, v okrese Suchumi, která zasahuje až k pobřeží Černého moře. Těsně přiléhá k abchazskému hlavnímu městu Suchumi. Obec sousedí na západě s Ešerou, na severozápadě s Horní Ešerou, od kterých ji odděluje řeka Gumista, na severovýchodě s Jaštchvou a na jihovýchodě se Suchumi. Obcí prochází hlavní silnice, jež spojuje Suchumi s Ruskem.
Oficiálním názvem obce je Vesnický okrsek Gumista (rusky Гумистинская сельская администрация, abchazsky Гәымсҭа ақыҭа ахадара). Za časů Sovětského svazu se okrsek jmenoval Gumistinský selsovět (Гумистинский сельсовет).

## Části obce
Součástí Gumisty jsou následující části a samoty:
- Gumista (Гәымсҭа)
- Abgydzra (Абгыӡра)
- Ačadara (Ачадара)
- Guma Apsta / Dzeiluch (Гәыма аԥсҭа / Ӡеилух)
- Gumista Archa (Гәымсҭа арха)
- Gumista Ahabla(Гәымсҭа аҳабла)
- Lačkvap / Lečkop (Лацәкәаԥ / Лечкоп)
- Maan Jašta (Маан иашҭа)
- Čyrygu Jašta (Чырыгә иашҭа)
- Cic Jarcha (Циц иарха)
- Cychča Igvara (Цыхча игәара)

## Historie
Gumista byla založena roku 1883 arménskými osadníky, kteří se do této oblasti přistěhovali z osmanské provincie Samsun a z města Ordu. Obyvatelé se většinou věnovali zemědělství, zpracování tabáku, ovoce a zeleniny a hedvábí. Po vzniku Sovětského svazu zde byla postavena střední škola s vyučovacím jazykem arménským. Díky blízkosti města Suchumi se sem nastěhovali i Rusové, kteří byli dominantním národem v osadě Lečkop, a Gruzínci, kteří se usadili v Ačadaře.
Ve 40. letech byla Gumista přejmenována na Cugorovka (Цугуровка) a od roku 1948 do 1990 se jmenovala Gorana (Горана), třebaže se zdejší selsovět stále jmenoval Gumistinský.
Během války v Abcházii v letech 1992 až 1993 tudy procházela frontová linie a Gumista se stala dějištěm vojenských střetů i čistek obyvatelstva. Suchumi, Gumista i další okolní obce se staly terčem téměř každodenních leteckých útoků abchazských separatistů i Gruzínců a mnoho domů bylo těmito nálety zničeno. Došlo ke značným materiálním škodám a velké množství civilistů zahynulo. Koncem války značná část obyvatelstva uprchla z obce a následně i z Abcházie. Gruzínské a ruské obyvatelstvo se až na pár výjimek po skončení bojů do obce již nevrátilo.

## Obyvatelstvo
Dle nejnovějšího sčítání lidu z roku 2011 je počet obyvatel této obce 2721 a jejich složení následovné:
- 1684 Arménů (61,9 %)
- 772 Abchazů (28,4 %)
- 128 Rusů (4,7 %)
- 58 Gruzínů (2,1 %)
- 19 Pontských Řeků (0,7 %)
- 60 ostatních národností 2,2 %)

Před válkou v Abcházii žilo v obci bez přičleněných vesniček 4177 obyvatel. V celém Gumistinském selsovětu žilo až 15967 obyvatel, většinou Rusů a Gruzínů.